# NGC 2566
NGC 2566 في الفهرس العام الجديد، هي مجرة، تقع في كوكبة الكوثل. اكتشفت في 1785 بواسطة ويليام هيرشل.

## روابط خارجية
- NGC 2566 على موقع ويكي سكاي: DSS2, SDSS, GALEX, IRAS, Hydrogen α, X-Ray, Astrophoto, Sky Map, Articles and images